# Beatrice Mintz
Pour les articles homonymes, voir Mintz.
Beatrice Mintz, née le 24 janvier 1921 à New York City et morte le 3 janvier 2022, est une biologiste du développement et embryologiste américaine. Ses travaux ont porté sur les modifications génétiques, les différentiations cellulaire et sur le cancer, en particulier le mélanome. Pionnière du génie génétique, elle fut parmi les premiers scientifiques à générer des mammifères chimériques et transgéniques. En 1996, elle a partagé le prix March of Dimes en biologie du développement avec Ralph L. Brinster pour leurs travaux sur les souris transgéniques. Elle a passé plus de la moitié de sa carrière au Fox Chase Cancer Center à Philadelphie où elle fut nommée à la chaire de sciences fondamentale Jacq Schultz en 2002. Elle est membre de l'Académie nationale des sciences depuis 1982 et de l'Académie pontificale des sciences,.